# Jachromskaja
Jachromskaja (Russisch: Яхромская) is een station van de Ljoeblinsko-Dmitrovskaja-lijn van de Moskouse metro dat op 7 september 2023 werd geopend. Het station is onderdeel van de noordelijke verlenging van lijn 10 naar de gebieden, die door Moskou zijn geannexeerd, ten noorden van de MKAD.

## Ligging
Het station ligt op de grens van de districten West-Degoenino en Dmitrovski vlak ten noorden van het kruispunt van de Dmitrovskoje Sjosse en de 800 jaar Moskou straat. Aanvankelijk zou het station ten zuiden van het kruispunt komen, maar toen station Dmitrovskoje Sjosse werd geschrapt werd het station naar het noorden verschoven. Het station krijgt twee ondergrondse verdeelhallen, de zuidelijke krijgt toegangen op de hoeken van het kruispunt, de noordelijke krijgt uitgangen aan weerszijden van de Dmitrovskoje Sjosse. Ondergronds is er sprake van een ondiep gelegen zuilenstation met een eiland perron. 

## Aanleg
Op 10 mei 2012 werden de plannen goedgekeurd onder de stationsnaam Oelitsa 800-Letija Moskvy (800 jaar Moskou straat Russisch: Яхромская (Улица 800-летия Москвы)) maar door problemen rond de bekostiging volgde in 2014 uitstel van het project tot na 2020. In 2016 werd zelfs een uitstel tot 2025 genoemd. Na de werkzaamheden voor de keersporen ten noorden van Seligerskaja werd in april 2017 begonnen met de voorbereidingen voor de tunnelbouw richting Oelitsa 800-Letija Moskvy. In maart 2018 begon de bouw van de startschacht voor de tunnelboormachines voor de tunnel richting Lianozovo. De inschrijving voor de aanbesteding werd op 5 maart 2018 geopend en op 18 april 2018 werd de bouw gegund aan Mosmetrostroi JSC. Eind juli 2018 kondigde de aannemer aan dat hij in de winter van 2019 zou beginnen met de bouw van het station. In januari 2019 werd de opening van het station aangekondigd voor 2023 en in mei werd dit verder teruggebracht tot 2022.Het boren van de tunnels begon in juni 2019 door tunnelboormachine Claudia. Op 21 juli 2021 werd de naam van het station gewijzigd in Jachromskaja. 